# Chronicon Pictum
Il Chronicon Pictum (letteralmente dal latino cronaca illustrata), anche noto come Chronica Hungarorum, Chronicon de Gestis Hungarorum o Chronica Picta (in ungherese Képes Krónika, in slovacco Obrázková kronika), è una cronaca medievale risalente al Regno d'Ungheria del XIV secolo.
Le decorazioni miniate del manoscritto furono realizzate in Ungheria prima del 1360. Le 147 immagini della cronaca forniscono molte informazioni della cultura ungherese, dei suoi costumi e della vita di corte in epoca medievale ai tempi di Luigi I. Molte delle miniature furono pitturate in oro, circostanza che rende il valore artistico delle stesse piuttosto alto, soprattutto se paragonato alle miniature della stessa epoca in Europa occidentale. I personaggi rappresentati sono raffigurati in modo dettagliato, dimostrando una certa conoscenza dell'anatomia umana. Sebbene gli occhi siano dipinti, sono pienamente visibili solo se esaminati al microscopio. È curioso il fatto che ogni miniatura raffigurante Attila sia stata danneggiata o addirittura resa irriconoscibile (soprattutto l'ultima in cui è mostrata la sua morte); ciò non può essere dovuto all'usura del tempo, visto che il resto delle miniature si è conservato piuttosto bene.
Lo scritto fu rinvenuto a Vienna nel XIX secolo, ragion per cui l'opera è altresì nota come la "Cronaca miniata di Vienna"; tuttavia, non è noto per quale ragione la cronaca si trovasse in Austria. Attualmente, il manoscritto è conservato nella Biblioteca Nazionale Széchényi, a Budapest.

## Storia
La cronaca fu scritta da un certo Marco di Kalt (in latino Marci de Kalt, in ungherese Kálti Márk) poco dopo l'anno 1358, con l'ultima delle miniature completata tra il 1370 e il 1373. Secondo lo storico Bálint Hóman, la fonte originale di ogni cronaca ungherese sopravvissuta era la perduta Gesta Hungarorum, un'opera scritta durante il regno di Ladislao I. La premessa di base della tradizione cronachistica medievale ungherese è che gli Unni, cioè gli Ungari che in precedenza avevano abbandonato per due volta la Scizia, fossero antenati dei magiari e che vi fosse dunque una continuità tra i due popoli.
L'opera venne donata dall'influente re magiaro Luigi I al re francese Carlo V, quando la figlia del primo, Caterina, fu promessa al figlio di Carlo Luigi I, duca d'Orléans, nel 1374. Nel 1456, la cronaca fu poi donata da Carlo VII a Đorđe Branković, ultimo membro della dinastia attiva nel Despotato di Serbia. La cronaca fu ricopiata nel 1462 e tra il 1458 e il 1490 rimase sicuramente in Ungheria alla corte di Mattia Corvino. Tuttavia, fu in seguito perduta, forse passando per un determinato periodo di tempo in mano ottomana. Alcuni indizi lasciano intendere che nella seconda metà del XV secolo la cronaca si trovasse in Ungheria. Nel XV e XVI secolo l'opera fu forse integrata con brevissime note, alcune delle quali con dei commenti in turco relativi all'Ungheria; da ciò i ricercatori hanno dedotto che tra la fine del XV secolo e l'inizio del XVII secolo la cronaca rimase in mano a uno o più ungheresi che conoscevano molto bene il turco. Nel XVII secolo, la cronaca giunse a Vienna e venne depositata negli archivi reali della città. Sebastian Tengnagel la menziona in un catalogo della biblioteca reale dal 1608 al 1636. La cronaca riappare sempre a Vienna tempo dopo, malgrado ne sia ignota la storia, motivo per cui viene anche chiamata "Cronaca alluminata di Vienna". A seguito della firma della Convenzione Culturale di Venezia del 1934, l'opera fu riportata nuovamente in Ungheria. Il manoscritto è attualmente conservato nella Biblioteca Nazionale Széchényi a Budapest.

## Miniature
La cronaca conta 147 miniature, di cui 10 di grande dimensione, 29 larghe quanto le colonne, 4 più piccole nella parte inferiore della pagina a forma di medaglione rotondo, 99 immagini racchiuse tra i capilettera e 5 capilettera senza raffigurazioni. Inoltre, si contano 82 ornamenti al margine.
Le immagini qui di seguito sono elencate nello stesso ordine in cui appaiono nella cronaca.
| Pagina     | Illuminazione | Descrizione |
| ---------- | --- | --- |
| Pagina 1   | | Re Luigi sul trono - Il re Luigi I siede su un trono a baldacchino decorato a mosaico con torrette in alto al centro e una cornice decorata a foglie. La sua testa con la corona è leggermente inclinata verso destra. Il sovrano tiene uno scettro nella mano destra e un globo crucigero nella mano sinistra; inoltre, indossa guanti bianchi. Il suo abito a righe bruno-rossastre è coperto da una fodera e da un mantello di ermellino. Alla sua destra ci sono cavalieri che indossano armature in stile occidentale con spade e scudi, mentre alla sua sinistra un gruppo di personaggi dai lineamenti orientali venire lunghi abiti con archi, frecce e sciabole. Le armi di coloro che si trovano alla sinistra del re sono insegne reali secondo le usanze orientali. Santa Caterina d'Alessandria - La lettera "A", con cui si apre la cronaca, si trova davanti a santa Caterina d'Alessandria con i simboli a lei associati, ovvero un ramo di palma e la ruota dentata. La coppia reale è intenta a pregare, con il re Luigi I e sua moglie Elisabetta che si inginocchiano davanti alla santa. |
| Pagina 2   | | Lo storiografo - Marco di Kalt, autore della Chronica Picta. L'abito da lui indossato non è esattamente di tipo monastico, ma più ornato, in quanto presenta un bordo dorato. L'autore si ritrae come un uomo barbuto di fronte a un pulpito decorato con un mosaico mentre è intento a scrivere un codice. Nella mano destra usa uno strumento per scrivere, nella sinistra tiene fermo il foglio di pergamena con un coltello. I suoi calamai sono attaccati a sinistra, al bordo del pulpito. «Nell'anno del Signore 1358, nell'ottavo dell'ascensione dello stesso Signore, martedì ho iniziato questa cronaca dedicata alle gesta antiche e recenti degli ungheresi, sulla loro origine e fortuna, sui loro trionfi e sul loro coraggio...» (Marco di Kalt, Chronica Picta) |
| Pagina 5   | | Il cervo miracoloso - La caccia al cervo miracoloso. Oltre al gruppo di cani a caccia, in primo piano si nota un uomo che conduce il gruppo, ovvero Hunor o Magor. I due sono ritenuti gli antenati ancestrali degli ungheresi dall'autore della cronaca. Sullo sfondo a sinistra, dove si sta dirigendo il cervo, si nota un paesaggio boscoso. «Un giorno, dopo che erano andati a caccia, nel pieno di un bosco apparve loro un cervo, che fu inseguito nelle paludi della Meozia.» (Marco di Kalt, Chronica Picta) |
| Pagina 7   | | Il primo gruppo di Ungari arriva in Pannonia - La "A" iniziale è riccamente decorata con fiori e foglie. Al di sotto, una miniatura gravemente danneggiata occupa quasi l'intera ampiezza della pagina con una piccola cornice attorno. Nello sfondo si notano dei castelli in cima con delle torri residenziali. Gli Unni, considerati nella cronaca gli antenati degli Ungari, giungono da destra in primo piano: essi hanno l'aspetto di guerrieri armati a cavallo, il cui comandante indossa un abito ocra e un copricapo decorato. Uno dei cavalieri porta una bandiera che fuoriesce dalla cornice della miniatura e su cui è disegnato Turul, l'uccello leggendario degli Ungari. In questo caso, l'autore lo immagina come un volatile dalle fattezze di un rapace nero su uno sfondo rosso. Al centro della scena si scorgono uomini e donne con dei bambini, poi donne e bambini su carri coperti da teloni e, alle loro spalle, dei guerrieri che cavalcano cammelli. «Nell'anno 373 dalla nascita di Nostro Signore, al tempo dell'imperatore Valente e di papa Celestino I, nelle Sei Età del Mondo, gli Unni che vivevano in Scizia crebbero di numero, si riunirono e nominarono tra loro dei capitani: Béla, Keve, figlio di Csele del clan degli Zemény, e poi Kadocsa, Attila, Keve e Buda, figli di Bendegúz del clan Kadar. Essi decisero dunque di spingersi nelle regioni occidentali. Dalle centotto tribù furono scelti dieci volte centomila guerrieri, cioè diecimila per ogni tribù, lasciando il resto degli Unni in Scizia a proteggere la loro sede e la loro terra dal nemico. Scelsero anche un giudice tra loro, un uomo di nome Kádár del clan dei Torda, per gestire le liti e per punire i ladri, i furfanti e i malfattori, ma in modo tale che se il giudice emetteva una sentenza ingiusta, la comunità poteva annullarla e deporre il giudice e i capitani incompetenti quando voleva. Quest'usanza giuridica sopravvisse tra gli Unni, cioè dagli Ungari, fino al tempo del Gran principe Géza, figlio di Taksony. Prima che gli Ungari venissero battezzati, la voce del messaggero si diffondeva per tutto l'accampamento, comunicando questo agli Unni: "La parola di Dio e di tutta la comunità, che ognuno, armato o non, si presenti esattamente nel luogo stabilito, per ascoltare l'ordine e il consiglio della comunità". Chi non rispettava il comandamento e non forniva una giustificazione sufficiente, secondo la legge scita, veniva tagliato in due con la spada, esiliato o costretto senza pietà alla schiavitù.» (Marco di Kalt, Chronica Picta) |
| Pagina 9   | | La battaglia di Attila contro i romani a Zeiselmauer - Rappresentazione della leggendaria battaglia di Zeiselmauer, in occasione della quale gli Unni sottrassero il controllo della Pannonia ai Romani. Nella miniatura, due cavalieri con equipaggiamento da guerra combattono l'un l'altro. I corpi dei cadaveri sono a terra, mentre le chiazze di sangue sono dipinte in rosso. A destra, uno scudo di un soldato presenta le strisce del simbolo degli Arpadi rosse e bianche, mentre un'altra figura al centro della scena issa una bandiera dorata con un Turul sopra. «Mentre Detrico e Macrino [due comandanti romani la cui identificazione è incerta] si erano accordati e prendevano tali decisioni, gli Unni attraversarono il Danubio a Sicambria [probabilmente la moderna Óbuda] nel cuore della notte e uccisero crudelmente l'esercito di Macrino e Detrico, che si trovava in un accampamento, poiché la vicina città di Potentiana era per loro troppo piccola. Questo attacco fece infuriare Detrico, che andò a combattere gli Unni sul campo della valle di Tárnok, e nonostante il pericolo e le pesanti perdite subite dalle sue forze e da quelle di Macrino pare abbia comunque ottenuto una vittoria decisiva. Gli Unni sopravvissuti fuggirono nelle loro tende. Quel giorno furono uccisi 125 000 Unni, tra i quali cadde anche il comandante Keve. Furono però 210 000 gli uomini morti tra le file di Detrico e Macrino, senza contare quelli che furono uccisi nel loro accampamento a Sicambria. Vedendo il massacro subito dai suoi uomini, Detrico partì con Macrino il giorno dopo la battaglia per la città di Tulln[, una città sul Danubio a nord di Vienna]. Quando gli Unni furono sicuri che Macrino e Detrico avessero levato l'accampamento e abbandonato il campo di battaglia, tornarono sul luogo degli scontri e raccolsero i corpi dei compagni che trovarono, quindi li seppellirono solennemente assieme al loro comandante Keve secondo i riti sciti ai lati della strada, costruendo un idolo di pietra. Battezzarono dunque il luogo con il nome di Keveháza. In seguito, quella porzione del loro territorio divenne nota come Keveaszó. Durante la battaglia, gli Unni riconobbero a fondo sia lo spirito che l'equipaggiamento dei Romani, così, dopo aver organizzato il loro esercito, si diressero verso la città di Keveháza. Si dice che Detrico e Macrino li precedettero fino a Zeiselmauer, combatterono dall'alba fino all'ora nona e i Romani furono sconfitti. Anche Macrino cadde lì, Detrico fu ferito in fronte da una freccia, l'intero esercito romano fu sbaragliato e fuggì. 40 000 Unni persero la vita in questa battaglia; caddero anche Béla, Keve e Kadocsa, i cui corpi furono portati via da lì e sepolti nel luogo menzionato, presso l'idolo di pietra, insieme agli altri Unni. Dopo che l'esercito romano fu disperso a Zeiselmauer, esso non fu in grado di radunare un numero sufficiente di uomini al fine di combattere gli Unni per molti anni.» (Marco di Kalt, Chronicon Pictum) |
| Pagina 10  | | Re Attila sul trono - Attila in veste di primo re magiaro. L'unno è seduto su un trono con mantello, corona, globo crucigero, scettro e altri ornamenti regali. «Nell'anno 401 della nascita di Nostro Signore, nel 28º anno dall'arrivo degli Ungari in Pannonia, secondo l'usanza dei Romani, gli Unni, cioè gli Ungari, elevarono Attila quale loro re, figlio di Bendegúz, che prima figurava fra i comandanti militari. In seguito, egli nominò suo fratello Buda principe e funzionario giudicante dal fiume Tibisco al fiume Don. Autoproclamandosi sovrano degli Ungari, il Timore del Mondo, il Flagello di Dio: Attila, Re degli Unni, Medi, Goti e Danesi [...]» (Marco di Kalt: Chronica Picta) |
| Pagina 11  | | Re Attila - La lettera iniziale della pagina, la "P", riccamente decorata, mostra in secondo piano re Attila. |
| Pagina 13  | | Re Attila - Attila, il re guerriero, con una corona in testa, una sciabola nella mano destra e un globo crucigero nella mano sinistra. |
| Pagina 14  | | Attila assedia Aquileia - Gli Unni guidati da Attila cingono d'assedio Aquileia. Un guerriero unno reca uno scudo di leone e un altro esibisce un Turul. «Vedendo ciò, re Attila convocò i suoi soldati ed esclamò: "Guardate, miei compagni! Questa cicogna ci ha già predetto quale sarà il futuro: distruggeremo la città, poiché lei sta già fuggendo per non fare la stessa fine dei cittadini. Pertanto, siate valorosissimi nella battaglia di domani e vedrete che la città non avrà scampo!". Poiché non riuscì ad espugnare l'insediamento con nessuna macchina da guerra, egli scelse allora di ordinare sulla base di un'intuizione degna di uno scita a un milione dei suoi valorosi guerrieri altrettante selle, dopodiché le accatastò sotto un'enorme pila a ridosso delle mura e ordinò che il cuoio venisse dato alle fiamme: il calore e i roghi fecero incrinare le mura, le demolirono con il tempo ed esse caddero così come le torri. Ammirando una simile scena, tutti gli abitanti lasciarono la città e si rifugiarono in un'isola nel mare, vicino ad Aquileia, e decisero di restarvi per sempre, dando vita a un luogo oggi chiamato Venezia.» (Marco di Kalt: Chronica Picta) |
| Pagina 14  | | Re Attila - Re Attila con corona, spada e il volatile Turul sul suo scudo. |
| Pagina 15  | | La fondazione di Venezia - Sullo sfondo, gli esuli di Aquileia navigano a bordo di un'imbarcazione indossando abiti in stile italico. La città dipinta sullo sfondo potrebbe essere Aquileia o Venezia, costruita nella laguna veneta vicino alle coste del mare. Secondo la cronaca, gli abitanti di Aquileia fuggirono verso un'isola della laguna e fondarono poi Venezia sull'isola di Rialto. |
| Pagina 16  | | Re Attila e Papa Leone - Attila incontra papa Leone I. Il comandante unno, con tanto di corazza addosso, è su un cavallo bianco, affiancato dai suoi soldati e guarda la figura che si libra in volo sopra la sua testa. |
| Pagina 21  | | L'arrivo degli Ungari in Pannonia - L'immagine mostra più scene contemporaneamente. Nel mezzo, Árpád si abbevera dell'acqua del Danubio da un corno, gli Ungari gridano il nome di Dio tre volte, Kusid sta in piedi alla sua sinistra con una brocca nel suo mano. Sulla sinistra, Svatopluk di Moravia è seduto su un trono e riceve Kusid, l'ambasciatore dei magiari. Lo stalliere inginocchiato di Kusid tiene un cavallo bianco con una sella d'oro. Al centro da destra, Árpád cavalca un cavallo bianco con sei capitribù equipaggiati con delle lance e delle armature. A destra in primo piano, un gruppo di donne e bambini proviene da una strada. Lo sfondo dell'intera immagine svela un paesaggio montano roccioso con dei castelli; si nota inoltre un gruppo di pastori che guida il bestiame sulle rocce. Előd, capotribù ungherese - Sotto l'illustrazione principale, vicino alla capolettera in rosso "D", Előd, uno dei sette capi ungari, impugna una lancia e mostra baldanzoso uno scudo con un Turul sopra. Leggendo il testo non si intuisce se il comandante raffigurato sia Előd o Árpád. Álmos, capotribù ungherese - Sotto l'illustrazione principale, a ridosso del capolettera "A", Álmos, gran principe degli Ungari, tiene una spada e uno scudo con un Turul in mano. Non è del tutto chiaro se la figura raffigurata sia Álmos o Árpád. |
| Pagina 21  | | L'arrivo degli Ungari in Pannonia (dettaglio) - Árpád beve l'acqua del Danubio da un corno per bere, gli Ungari urlano il nome di Dio per tre volte, Kusid sta in piedi alla sua sinistra con un boccale in mano. |
| Pagina 21  | | Előd, capotribù ungaro - Sotto alla miniatura principale è alla lettera iniziale, la "D", viene ritratto Előd, padre di Álmos, tiene in mano una lancia e uno scudo con sopra dipinto un Turul. Non è tuttavia certo se si tratti di Előd o di Árpád, in quanto la cronaca non lo chiarisce. |
| Pagina 21  | | Álmos, capotribù ungaro - Álmos, Gran principe degli Ungari, tiene una spada e uno scudo con lo stemma di un Turul sopra. Non è del tutto chiaro se il capotribù ritratto sia Álmos o Árpád. «Il figlio di Ügyek, Előd, ebbe un figlio dalla figlia d[el duca] Eunodubiliano, nella terra degli Sciti, il cui nome era Álmos. Quando lei era incinta, una visione divina apparve in sogno a sua madre sotto forma di falco: un torrente impetuoso scaturì dal suo grembo ed egli crebbe, ma non nella sua terra [cioè non nel territorio dell'Ungheria], e in quest'occasione le fu profetizzato che dalla sua stirpe sarebbero nati re gloriosi. Poiché, come si sa, con "álom" si indica la parola "sogno" nella lingua ungherese e la nascita di quel giovane fu profetizzata da un sogno, ecco perché fu chiamato Álmos.» (Marco di Kalt, Chronica Picta) |
| Pagina 23  | | I sette capitribù - I sette capitribù delle tribù ungare indossano un'armatura e un copricapo nobile e consono alla carica che rivestono. Árpád, gran principe degli Ungari è al centro con una spada e con uno scudo che mostra un Turul. |
| Pagina 23  | | Árpád, il primo capotribù - Árpád, Gran principe degli Ungari, con una spada e uno scudo con sopra un Turul. «E questo capotribù, Árpád, aveva un potere speciale in Scizia, in quanto come usanza del suo clan, della legge e della tradizione scita cavalcava da solo dinanzi a tutti i guerrieri e a quelli che si ritiravano. Per questo poteva affermare di essere stato il primo a giungere in questa terra prima degli altri capitani che andavano [con lui] in Pannonia.» (Marco di Kalt, Chronica Picta) |
| Pagina 25  | | Szabolcs, il secondo capotribù - Szabolcs, uno dei sette capitribù magiari, con una lancia e uno scudo. |
| Pagina 25  | | Gyula, il terzo capotribù - Gyula, il terzo tra i sette capitribù magiari, con una lancia, uno scudo sulla schiena e un'armatura. |
| Pagina 26  | | Kund, il quarto capotribù - Kund, il quarto dei sette capitribù magiari, con una lancia, uno scudo sulla schiena e un'armatura. |
| Pagina 26  | | Lehel, il quinto capotribù - In primo piano rispetto alla lettera "S" si nota Lehel, quinto dei sette capitribù magiari con una sciabola e uno scudo. Bulcsú, il sesto capotribù - In primo piano rispetto alla seconda "S" iniziale si nota Bulcsú, sesto dei sette capitribù magiari con un copricapo a punta. Örs, il settimo capotribù - In primo piano rispetto alla terza "S" iniziale si nota Örs, ultimo dei sette capitribù magiari menzionati, con una spada e uno scudo. |
| Pagina 28  | | Il conte Diodato - Il conte Diodato è il primo membro delle tribù che vivevano con gli Ungari a venire menzionato. Egli indossa un elmo aperto con una spada e con lo scudo appoggiato a terra. |
| Pagina 28  | | Héder - Héder, capostipite della famiglia degli Héder, è raffigurato con uno stemma errato. Sui suoi abiti, sullo scudo e sulla bandiera c'è una stella d'oro a sei punte con una mezzaluna. In realtà, questo stemma appartiene alla famiglia degli Hont. Il cronista evidentemente non conosceva lo stemma degli Héder e lo ha rimpiazzato. Pertanto, nella pagina successiva, ha erroneamente dipinto una testa di cane nello stemma della famiglia Hont. Probabilmente si tratta di una sua idea, forse basata sull'identificazione della parola Hunt-Hund, perché "Hund" in tedesco significa cane. |
| Pagina 29  | | Vecelino - Vecelino, progenitore della famiglia degli Ják. |
| Pagina 29  | | Hont - Hont, capostipite della famiglia degli Hont-Pázmány. Il cronista ritrae erroneamente la testa di un cane sul suo stemma e sulla sua bandiera. |
| Pagina 29  | | Poth - Poth, secondo la cronaca, fu il capostipite della famiglia dei Bót. Il suo stemma, riportato sullo scudo e in modo lievemente diverso sulla bandiera, consiste in un rapace con le gambe bianche. |
| Pagina 30  | | Oliviero e Ratoldo - Oliviero e Ratoldo, capostipiti della famiglia dei Rátót, con lo stemma sullo scudo che ritrae una foglia dorata. |
| Pagina 30  | | Ermanno - Una miniatura che mostra il tedesco Ermanno a metà, capostipite della famiglia degli Hermán. Sul suo scuro si nota un drago dorato. |
| Pagina 30  | | Buzád - Progenitore della famiglia degli Hahót-Buzád, sul suo scudo mostra due corna su un fondo tondo di colore rosso. Benché lo stemma dei Buzád contenga effettivamente una testa, è presente un bue, mentre la raffigurazione nella cronaca sembra ricordare piuttosto un camoscio. |
| Pagina 31  | | Keled - Keled, progenitore della famiglia dei Keled. |
| Page 31    | | Simone e Michele - Simone e Michele, progenitori della famiglia dei Nagymartoni. Questa emigrò dalla Spagna e venne prima conosciuta con il nome di Martonfalvi e poi di Bojót. Melinda, moglie del nobile e palatino d'Ungheria del 1212-1213 Bánk Bár-Kalán, apparteneva a questa stirpe. |
| Pagina 32  | L'arrivo di diversi clan in Ungheria | L'arrivo di diversi clan in Ungheria - Una campagna pressoché spoglia e rocciosa affianca i castelli sullo sfondo. In primo piano, delle figure in abiti differenti marciano per indicare l'appartenenza a diversi gruppi etnici. |
| Pagina 32  | | Tre cavalieri - Tre cavalieri armati di tutto punto. |
| Pagina 33  | | Il gran principe Taksony - Il gran principe Taksony con una lancia in mano e uno scudo con un Turul raffigurato sopra. |
| Pagina 33  | | Gli Ungari devastano la Bulgaria - A sinistra, un gruppo di guerrieri magiari guidati da un comandante, a destra un panorama montuoso con due castelli e una località fortificata non meglio precisata della Bulgaria. |
| Pagina 34  | | I capitribù Lehel e Bulcsú alla corte dell'imperatore tedesco - Questa miniatura riassume il momento più saliente della leggenda nota come corno di Lehel. A sinistra, l'imperatore è seduto su una panca. Davanti a lui, Lehel è sulla destra, mentre dietro di lui Bulcsú e i soldati tedeschi. Lehel colpisce la testa dell'imperatore con un lungo corno d'oro, causando la fuoriuscita del sangue dalla sua testa. Secondo la cronaca, Lehel fu catturato dopo la battaglia di Lechfeld nel 955: dopo aver chiesto il suo corno come ultimo desiderio, colpì a morte l'imperatore tedesco. Secondo la cronaca, si trattava dell'imperatore Ottone I. «In quel luogo furono catturati anche i famosi capitani, Lehel e Bulcsú, e condotti davanti all'imperatore. Quando quest'ultimo chiese perché essi erano così crudeli contro i cristiani, risposero: "Noi siamo la vendetta del Dio supremo, inviati nei tuoi confronti come flagello. Riuscirai a imprigionarci e a ucciderci quando cesseremo di inseguirti". In seguito, l'imperatore li chiamò: "Scegli come vorresti morire". Allora Lehel rispose: "Portami il mio corno, che soffierò e poi ti risponderò". Ricevuto il corno fra le sue mani, il guerriero magiaro si avvicinò al sovrano nemico e lo colpì così duramente da ucciderlo sul colpo. Dopodiché disse: "Camminerai davanti a me e mi servirai nell’altro mondo", riferendosi a una credenza comune fra gli Sciti, secondo la quale chiunque uccidessero nella loro vita terrena li avrebbe serviti nell'oltretomba.» (Marco di Kalt: Chronica Picta) |
| Pagina 36  | | Il duello di Botondo e il guerriero greco davanti alle porte di Costantinopoli - A sinistra, un gruppo di soldati di cavalleria ungari, guidati dal condottiero Apor su un cavallo bianco. Al centro, ha luogo un duello tra Botondo e un guerriero greco davanti alle mura di Costantinopoli. Botondo e il suo cavallo appaiono molto sbiaditi. Botondo, scendendo da cavallo, trapassa con la sua spada il petto del bizantino morente. L'imperatore Costantino VII e sua moglie, Elena Lecapena, assistono al verificarsi degli eventi. Davanti alle porte della città si trova un frammento delle mura distrutte da Botondo. |
| Pagina 36  | | Il capotribù Apor - Il capotribù Apor, che fu comandante delle truppe ungare durante un'incursione compiuta nell'Impero bizantino nel 959. Nella miniatura regge una bandiera con lo stemma di un Turul e brandisce uno scudo. |
| Pagina 37  | | La nascita di re Stefano - A destra, si vede una stanza di un palazzo, mentre sullo sfondo vi è una tenda intessuta d'oro. In primo piano, Sarolta, la madre di Stefano, tiene in grembo il bambino nudo; il nascituro ha un'aureola intorno alla testa. Sarolta indossa una corona in testa e con la mano destra accetta una corona d'oro dal martire Santo Stefano. Secondo la leggenda, quest'ultimo profetizzò a Sarolta che avrebbe avuto un figlio il quale sarebbe diventato poi re. Il cronista ha evidentemente voluto rappresentare le due scene lontane nel tempo in un'unica immagine. Sullo sfondo, a destra, si scorge un gruppo di donne nobili. A sinistra, nel salone collegato alla stanza, uomini e donne attendono forse in gruppo che venga mostrato il bambino. |
| Pagina 38  | | Il gran principe Géza - Géza, gran principe degli Ungari è seduto su un trono di marmo verde, tiene in mano un globo crucigero e uno scettro. Ha in testa il copricapo rosso tipico dei personaggi magiari di spicco. |
| Pagina 38  | | La decapitazione di Koppány - A sinistra, il re poi proclamato santo Stefano cavalca un cavallo bianco con in testa un'aureola, è accompagnato da cavalieri. Sulla destra, un gruppo di soldati, tra cui il condottiero bavarese Vecelino, ha appena finito di decapitare Koppány, duca di Somogy che si era ribellato contro Stefano. |
| Pagina 39  | | Re Santo Stefano in armatura militare - Re Stefano, il giovane monarca guerriero si trova su un terreno roccioso. La sua armatura è ricoperta dalle strisce degli Arpadi, con un abito a righe bianche e rosse. Egli reca una corona reale sulla testa e un'aureola. Stefano tiene una bandiera alla sua destra e uno scudo alla sua sinistra, entrambi hanno lo stemma con tre cime e la doppia croce che simboleggia il re santo. |
| Pagina 40  | | Re Santo Stefano cattura Gyula - Stefano cattura suo zio, Gyula III, il sovrano della Transilvania. Sulla destra, di fronte alle montagne rocciose e boscose, il re santo è seduto su un cavallo bianco con lo stemma con la doppia croce sul petto, una corona reale e un'aureola sul capo. L'uomo mostra l'indice monitorio verso l'appena catturato Gyula, nel frattempo legato da un cavaliere. Sulla sinistra, i cavalieri di Stefano inseguono i guerrieri di Gyula III. «Dopo che Santo Stefano venne ritenuto degno e conseguì la corona della carica reale per volontà divina, condusse una famosa e vittoriosa guerra contro suo zio materno di nome Gyula, che a quel tempo governava l'intera regione della Transilvania con il proprio potere.» (Marco di Kalt: Chronica Picta) |
| Pagina 40  | | Re Stefano sul trono - Re Stefano è seduto su un trono di marmo verde con un'aureola intorno alla testa, con un globo crucigero e uno scettro nelle mani. |
| Pagina 41  | | La vittoria di re Stefano su Kean, duca dei Bulgari e degli Slavi - Stefano sconfigge il duca Kean. Il suo usbergo è decorato con uno stemma con la doppia croce. Sullo sfondo, i magiari inseguono i guerrieri bulgari in fuga che indossano abiti orientali. «Poi [Stefano] inviò il suo esercito contro Kean, il capo dei Bulgari e degli Slavi. Questi popoli vivono in luoghi ben fortificati grazie alla loro posizione naturale, perciò gli costò molta fatica e sudore in battaglia finché alla fine sconfisse e uccise il capo avversario. Si impossessò di una quantità inestimabile di tesori, soprattutto oro, perle e pietre preziose. Qui nominò uno dei suoi bisnonni, di nome Zoltán, che in seguito tenne quelle parti della Transilvania come provincia a titolo ereditario, motivo per cui divenne comunemente conosciuto come Zoltán di Transilvania. Vissuto durante l'epoca del re santo, era un uomo molto anziano, motivo per cui il re gli conferì l'incarico di reggere quelle ricche terre.» (Marco di Kalt, Chronica Picta) |
| Pagina 41  | | Re Stefano in abiti regali - Re Stefano in abiti regali. Sul petto è visibile lo stemma con la doppia croce, mentre in testa si nota, oltre alla corona, un'aureola. Nella sua mano destra tiene uno scettro, nella sinistra un globo crucigero. |
| Pagina 42  | | Fondazione della chiesa dei Santi Pietro e Paolo a Óbuda - Inginocchiato assieme alla regina Gisella, Stefano sorregge con il suo aiuto la copia in scala ridotta della chiesa di Pietro e Paolo di Óbuda come simbolo della fondazione del clero. Il terreno roccioso abbonda di alberi e fiori. |
| Pagina 44  | | Il funerale del principe Emerico e l'accecamento di Vazul - In primo piano, due uomini depongono il corpo del principe Sant'Emerico, vestito con abiti nobili, in una bara di marmo. Il re Santo Stefano, in piedi davanti alla bara, appoggia la mano destra sul viso, esprimendo il suo dolore con questo gesto di rammarico. Al contempo la regina Gisella osserva la scena che si svolge sullo sfondo, dove Vazul legato giace tra le montagne, su un terreno roccioso decorato con un castello alle spalle. La mano di Vazul è tenuta da un soldato seduto sulla sua gamba e Sebös, l'emissario della regina Gisella, ne cava gli occhi. Sulla sinistra, tre figure incappucciate cavalcano: si tratta degli emissari di re Stefano, che giungono a liberare Vazul. |
| Pagina 44  | | Re Stefano sprona i principi Andrea, Béla e Levente a partire - Re Stefano I giace malato a letto a torso nudo, alzando la mano destra in segno di avvertimento verso i tre principi in piedi accanto al letto, ossia Andrea, Béla e Levente. |
| Pagina 46  | | Funerale di re Stefano - Al funerale di re Stefano, due giovani uomini depongono le spoglie in una bara di marmo. Quattro vescovi presenziano la cerimonia. La regina Gisella, intenta a pregare, è inginocchiata vicino alla bara. A destra si scorgono alcune figure che assistono all'evento. |
| Pagina 47  | | Re Pietro - Re Pietro Orseolo con indosso un'armatura mentre tiene in mano una spada con la mano destra e la corona regale nella mano sinistra. |
| Pagina 47  | | Re Pietro viene scacciato da Samuele Aba e dai suoi soldati - In una regione rocciosa e boschiva, su un terreno su cui crescono dei fiori, la cavalleria ungherese guida da Samuele Aba insegue re Pietro Orseolo e un soldato al suo servizio. |
| Pagina 48  | | Re Samuele Aba - Re Samuele Aba con indosso un'armatura mentre tiene in mano una spada con la mano destra e la corona regale nella mano sinistra. |
| Pagina 50  | | La battaglia di Ménfő: la vittoria dell'imperatore Enrico III su re Samuele Aba - La battaglia di Ménfő del 1044. I tedeschi, sul lato destro dell'illustrazione, sono guidati dall'imperatore Enrico III, mentre gli ungheresi, nella parte opposta, rispondono agli ordini di re Samuele Aba. Un gruppo di guerrieri magiari, i vecchi sostenitori del re Pietro Orseolo, si distacca dal resto dei guerrieri. La bandiera ungherese con le strisce degli Arpadi cade a terra dopo che la sua asta è stata spezzata, mentre il vessillo dell'esercito tedesco viene issato fieramente e presenta la tradizionale aquila imperiale nera. Sul lato destro dell'illustrazione, l'imperatore Enrico II ringrazia Dio per la vittoria, mentre a sinistra un soldato trucida re Samuele Aba. |
| Pagina 50  | | La battaglia di Ménfő: la vittoria dell'imperatore Enrico III su re Samuele Aba (particolare) - Re Samuele Aba tenta di raggiungere la corona, mentre un soldato gli trafigge il cuore. |
| Pagina 50  | | Un messaggero di re Aba consegna all'imperatore tedesco una lettera in cui si dichiara propenso alla pace - Un messaggero di Samuele Aba consegna una lettera scritta dal sovrano magiaro in cui si dichiara disponibile a stringere una pace con l'imperatore tedesco Enrico III. Quest'illustrazione anticipa la miniatura precedente, quella dedicata alla battaglia di Ménfő. |
| Pagina 53  | | Re Pietro accetta di rendere l'Ungheria uno Stato vassallo subordinato all'imperatore tedesco - A destra, re Pietro Orseolo dona una lancia dorata all'imperatore Enrico III che siede sul trono, riconoscendolo come suo signore. Cinque giovani nobili portano dei doni. |
| Pagina 54  | | Il duello del principe Béla con il duca dei pomerani - Il principe Béla carica con successo a cavallo contro il suo avversario, il duca della Pomerania, che viene trafitto dalla lancia del magiaro e stramazza al suolo. Béla aveva scelto di combattere al posto del principe polacco e dei suoi figli in un duello con il duca dei pomerani, il quale si era rifiutato di pagare il suo tributo annuale alla Polonia. |
| Pagina 59  | | L'accecamento di re Pietro, il principe Andrea assume la corona - In un'area boscosa, un soldato tiene fermo a terra il corpo di re Pietro Orseolo mentre lo acceca. La corona di Pietro sembra cadere a terra. Il vescovo Beneta si trova alla sinistra di Pietro e consegna una corona al principe Andrea. |
| Pagina 60  | | Incoronazione di re Andrea - Al centro, re Andrea sale al trono indossando abiti dal grande valore e tenendo uno scettro nella mano sinistra. Due vescovi lo incoronano, mentre un terzo chierico inginocchiato a sinistra gli consegna una spada (l'immagine mostra tre vescovi forse perché, secondo il testo, solo tre vescovi sopravvissero alla rivolta pagana di Vata nel 1046). |
| Pagina 61  | | La distruzione delle navi dell'imperatore Enrico a Pozsony - Nelle vicinanze del castello di Pozsony, l'imperatore Enrico III si trova con due cavalieri su una barca affondata sul Danubio, che continua a imbarcare acqua. Due uomini disperati si trovano su un'altra barca perforata e che sta affondando. - Nel 1052, l'imperatore tedesco Enrico III aveva intrapreso una quinta campagna contro l'Ungheria e aveva assediato Pozsony, sia pur senza successo, in quanto i magiari riuscirono ad affondare le imbarcazioni che navigavano lungo il fiume Danubio. |
| Pagina 64  | | L'episodio di Várkony: la corona e la spada - Re Andrea incorona suo figlio di cinque anni Salomone. Andrea invita il fratello Béla, il quale vanta un diritto di successione al trono, a scegliere tra la corona e la spada. La miniatura rievoca anche un altro avvenimento: sulla destra, il principe Béla si trova vicino a una porta e dialoga con l'ispán Miklós, il quale gli consiglia di scegliere la spada. Sempre nella stessa miniatura, si nota il principe Béla in piedi nella stanza a ridosso del letto in cui il re Andrea giace malato. I due principali confidenti di quest'ultimo si trovano vicino al letto. Sull'angolo sinistro del letto si intravedono una spada, la quale rappresenta il ducato, e una corona, una metafora del potere regale. |
| Pagina 67  | | Il principe Béla ottiene la corona - Sulla sinistra, due nobili rimuovono la corona dalla testa del giovane Salomone. Re Béla si trova in piedi da destra, con un globo crucigero nella mano sinistra, mentre un uomo vestito di grigio (il testo lo definisce un vescovo) gli porge la spada; un altro, invece, gli pone la corona sul capo. |
| Pagina 69  | | L'imperatore tedesco Enrico IV riconduce Salomone in Ungheria - La cattedrale di Albareale con le sue quattro torri si intravede a sinistra sullo sfondo. A destra, l'imperatore Enrico IV è alla testa di un esercito, con la sua corona sulla sua destra, e suo cognato Salomone si scorge sulla sinistra. Enrico guida Salomone tenendolo per il braccio. L'episodio si riferisce all'invasione tedesca dell'Ungheria del 1063. |
| Pagina 71  | | Re Salomone e il suo giovane fratello, il principe Davide - Sulla sinistra, il re Salomone ha una corona, uno scettro e un globo crucigero. Sulla destra, il principe Davide indossa un copricapo da principe, uno scudo e una spada. |
| Pagina 72  | Chronicon Pictum, Hungarian, Hungary, King Saint Ladislaus, Cuman, battle, duel, fight, kidnapping, girl, medieval, chronicle, book, illumination, illustration, history | Il principe Ladislao ingaggia un duello con un guerriero cumano che ha rapito una ragazza - Durante la battaglia di Kerlés del 1068, il principe Ladislao ingaggia un duello con un guerriero cumano. Intorno alla sua testa si nota l'aureola. La ragazza rapita indossa una corona sulla sua testa e si trova alle spalle del guerriero cumano. Sullo sfondo, gli ungheresi, re Salomone e il principe Géza inseguono il cumano in fuga in un ambiente roccioso e montuoso. |
| Pagina 74  | | La conquista di Belgrado e la spartizione del bottino di guerra - Sullo sfondo, il castello di Belgrado assediato dagli ungheresi su un'altura, che viene dato alle fiamme da una prigioniera ungherese con una torcia. A sinistra, i soldati guardano il castello sull'altura bruciare. In primo piano, si procede alla spartizione del bottino di guerra: il conte Vid, il favorito di re Salomone, siede a un tavolo e ripartisce le ricchezze in quattro parti. Accanto al tavolo sono presenti il re Salomone, il principe Géza e Ladislao, anche in quest'occasione con un'aureola. |
| Pagina 78  | | Il feudo tra re Salomone e il principe Géza - Re Salomone sale al trono con una corona e uno scettro in una stanza chiusa con alle spalle un arazzo e un grande edificio. Alla sua destra si trova il conte Vid, un personaggio ambiguo e seminatore di zizzania. Egli reca due spade in un fodero. A destra, il principe Géza si trova in secondo piano e riceve da tre ambasciatori una lettera inviatagli dall'imperatore bizantino. Questa situazione accresce l'invidia di Salomone. «Lo incoraggiò a non indugiare, ma ad affrettare i tempi, e incitò il re facendo questa metafora: "Così come due spade affilate non possono stare in un solo fodero, allo stesso modo voi due non potete governare la stessa terra". Le parole rabbiose del conte Vid fecero breccia nel re, facendo ribollire in lui l'odio e la discordia.» (Marco di Kalt: Chronica Picta) |
| Pagina 78  | | Il popolo di Niš porge omaggio al re Salomone e al principe Géza - Gli ungheresi aggredirono la città bizantina di Niš nel 1072. In questa miniatura si vedono re Salomone e il principe Géza riceve dei doni dagli abitanti di Niš. |
| Pagina 81  | | Il principe Géza e l'abate Villermo - L'abate Villermo del monastero di Szekszárd si traveste con un abito da cavaliere sulla parte superiore del corpo e, sempre nella stessa scena, sale su un cavallo raggiungendo il principe Géza per svegliarlo dal sonno e incoraggiarlo a fuggire. Dietro il principe sdraiato si trovano i due traditori, Petrud e Bikas. |
| Pagina 81  | | La fuga del principe Géza - Il principe Géza fugge con i suoi soldati, seguito poco più avanti dai suoi due cavalieri poco fedeli, Petrud e Bikas, i quali alzano gli scudi in segno di tradimento. I soldati di Salomone, non riconoscendo il gesto, li abbattono. |
| Pagina 83  | | La visione del principe Ladislao - Sulla sinistra il principe Géza su un cavallo bianco, sulla cui testa scende un angelo che gli porge una corona. Sulla destra, sempre su un cavallo bianco, si scorge il principe Ladislao, il quale resta senza fiato per via dell'avvenimento e guarda in alto con le braccia tese. Secondo la cronaca, solo Ladislao ha questa visione e la rivela a Géza, il quale giura che, se la visione si avvererà, costruirà una chiesa in quel luogo. |
| Pagina 85  | | La battaglia di Mogyoród - La battaglia di Mogyoród del 1074: i soldati messi a disposizione dal principe Géza si trovano sulla destra e rispondono agli ordini del principe Ladislao, il quale ha un'aureola attorno alla sua testa. Re Salomone guida i soldati dello schieramento opposto. Il principe Ladislao aiuta Géza e con la sua lancia trafigge al petto il re Salomone. |
| Pagina 87  | | La visione di re Géza e del principe Ladislao - Re Géza è il principe Ladislao si abbracciano a vicenda nei pressi del Danubio all'altezza di Vác. Re Géza tiene un globo crucigero nella sua mano, mentre il principe Ladislao un'ascia da battaglia. Secondo la cronaca, i due parlano di dove costruire la chiesa per ringraziare Dio della vittoria. Sulla destra, si scorge un cervo tra gli alberi con delle candele accese all'estremità delle corna. A sinistra, in secondo piano, si trovano dei cavalieri che mirano al cervo con una freccia. Secondo il testo, nel luogo in cui il cervo si trovava, il re Géza decise di realizzare la chiesa. |
| Pagina 89  | | Re Salomone chiede nuovamente aiuto all'imperatore tedesco - L'imperatore Enrico IV, il quale è seduto al trono, indossa una corona e ha uno scettro nella mano sinistra, riceve Salomone, il quale si inginocchia di fronte al sovrano e lo supplica tenendolo per mano. In primo piano si nota la corona reale caduta a terra. Alle spalle di Salomone si notano tre cortigiani. |
| Pagina 91  | | La fuga di re Salomone - Sullo sfondo, a destra, il castello di Pozsony, dalle cui mura le sentinelle guardano in basso. In primo piano a sinistra vi è il re Géza, mentre il principe Ladislao è su un cavallo bianco alla testa di vari cavalieri con uno scudo con la doppia croce nella mano sinistra e una spada nella sua mano destra. Oltre all'aureola sulla sua testa, si scorge sopra di lui un angelo (malgrado la cronaca ne menzioni due) che brandisce con fierezza una spada. Sulla destra, si scorge soltanto a metà il re Salomone mentre fugge a cavallo e guarda i suoi inseguitori. Egli tiene una spada nella sua mano destra e uno scudo con strisce rosse e bianche (le strisce degli Arpadi) nella mano sinistra. |
| Pagina 92  | | L'incoronazione di Ladislao I - Re Ladislao è in piedi con un mantello di ermellino, con una spada nella mano destra e un globo nella mano sinistra. Due angeli gli pongono sul capo la corona, tenuta da due vescovi. L'incoronazione di San Ladislao avvenne nel 1077. |
| Pagina 93  | | Il re santo Ladislao, il re cavaliere - Re Ladislao, armato di tutto punto, indossa una veste sull'armatura che mostra uno stemma sul petto, così come la corona regale e un'aureola sulla sua testa. Impugna inoltre un'ascia nella sua mano destra, oltre a un globo crucigero nella sinistra. |
| Pagina 98  | | I ruteni giurano fedeltà a re Ladislao - Re Ladislao siede sul trono circondato dai suoi cavalieri. A destra, alcuni ruteni che indossano cappelli si inginocchiano in segno di supplica, guidati dal loro principe che ha tolto il suo cappello poggiandolo ai piedi del re. |
| Pagina 98  | | L'assedio di Cracovia - Sullo sfondo, il castello di Cracovia sulle rive del fiume Vistola, dalle cui mura le sentinelle guardano in basso. In primo piano, a sinistra, re Ladislao tiene una mano sullo scudo a terra con le strisce rosse e bianche degli Arpadi, oltre a tenere una spada sulla sua destra. Sempre in piano, sulla destra, un soldato cosparge di farina l'armatura della gamba sul terreno ammucchiato, così come fa quello dietro di lui. Secondo la cronaca, gli occupanti del castello, una volta constatata la grande disponibilità di rifornimenti a disposizione degli assedianti, si arresero volontariamente ai magiari. |
| Pagina 99  | | La costruzione della chiesa di Nagyvárad - Sullo sfondo, si notano i lavori in corso per la costruzione della chiesa di Nagyvárad vicino a degli alberi, su cui un muratore sta lavorando con una cazzuola. Le pietre vengono sollevate con l'ausilio di una carrucola e a fianco al muratore si nota la malta in un contenitore dalla forma rotonda. In primo piano, sulle rive del Körös, un altro muratore sta mescolando la malta. A destra, in primo piano, il re Ladislao è in piedi con la mano alzata e l'aureola sulla testa. |
| Pagina 99  | | Re Ladislao riceve degli ambasciatori - Illustrazione sfocata nell'iniziale "P", il re Ladislao è con due emissari sulla sinistra. A destra ce ne sono altri quattro, il primo dei quali consegna al re una lettera con un gesto di inchino. Secondo la cronaca, gli inviati stranieri volevano chiedere a Ladislao di guidare la prima crociata. |
| Pagina 101 | | Funerale del re santo Ladislao - La miniatura ritrae una scena non menzionata nel testo della cronaca, ma che è ricordata in ogni versione nota della leggenda del re Ladislao. Si tratta del racconto secondo cui le spoglie di Ladislao furono trasportate, come egli desiderava, verso la chiesa di Nagyvárad senza nessun cocchiere alla guida. Oltre alle spoglie sul carro, si possono notare la corona e l'aureola sulla testa del sovrano defunto, oltre a uno scettro e a un globo crucigero tra le sue mani. Nell'immagine si scorge chiaramente l'assenza di cavalli a condurre il carro. Sulla destra un gruppo di curiosi ammira la scena, sullo sfondo la chiesa di Nagyvárad costruita da Ladislao. |
| Pagina 101 | | L'incoronazione di Colomanno - Un vescovo colloca la corona sulla testa del Colomanno. Il sovrano viene raffigurato con la gobba, come riferisce qualunque cronaca medievale nota relativa all'Ungheria. L'incoronazione di Colomanno avvenne nel 1095. |
| Pagina 105 | | Re Colomanno e il principe Álmos di fronte alla chiesa di Dömös - Di fronte al monastero di Dömös, il re gobbo Colomanno e suo fratello più giovane, il principe Álmos, si stringono la mano a titolo di riconciliazione. Un prete tiene il braccio di entrambi e li benedice. |
| Pagina 105 | | La caccia di Csór - Con un paesaggio roccioso alle spalle e in mezzo a una foresta, il principe Álmos cavalca con due uomini del re Colomanno. Ai piedi del suo cavallo, un falco mangia un corvo con il suo becco, mentre un cane che abbaia procede verso di loro. «Il re lasciò che il principe andasse liberamente a caccia nella [Selva] Baconia. Mandò con lui due dei suoi servi con il pretesto di onorarlo, ma li incaricò in gran segreto di studiare attentamente l'animo del principe per riferire al re se questo stesse tramando contro di lui. Il principe arrivò a Csór, liberò il suo falco e questo catturò un corvo. Il principe disse allora ai servi con spirito semplice: "Cosa sarebbe successo se il corvo avesse giurato al falco di non gracchiare più in cambio della libertà?". Essi risposero così: "Anche se il corvo giurasse, il falco non lo lascerebbe andare, e ovviamente il corvo non sarebbe in grado giurare, poiché è un animale sciocco". Le parole del principe furono riferite al re quella sera. Il principe andò in Baconia per cacciare, ma li lasciò subito e corse di nuovo a Passavia per chiedere aiuto al re tedesco.» (Marco di Kalt, Chronicon Pictum) |
| Pagina 106 | | L'accecamento del principe Álmos e del suo piccolo figlio Béla - Sulla sinistra di un paesaggio roccioso, il re Colomanno seduto sul trono ordina a due soldati di accecare il principe Álmos e suo figlio Béla, oltre a intimargli di castrare il ragazzo. Sullo sfondo a destra, al principe Álmos disteso a terra vengono cavati gli occhi. Anche Béla subisce la stessa sorte, ma il soldato che lo ha accecato sceglie di non castrarlo e prende un cane al suo posto. |
| Pagina 106 | | Re Colomanno vuole imprigionare il principe Álmos - Sullo sfondo Colomanno, gravemente malato, ordina a Benedek di imprigionare il principe Álmos. Sullo sfondo, il principe Álmos chiede rifugio raggiungendo l'altare della chiesa di Dömös, da cui Benedek tenta di staccarlo per portarlo comunque via. A lato, tre monaci brandiscono delle spade e si dimostrano pronti a usarle nel caso in cui Álmos venga portato via. |
| Pagina 108 | | L'incoronazione di Stefano II, figlio di Colomanno - Due vescovi incoronano il giovane Stefano, il quale tiene in mano un globo crucigero in una mano e lo scettro nell'altra. Due uomini di corte assistono di lato alla scena. L'incoronazione di re Stefano avvenne nel 1116. |
| Pagina 113 | | L'assemblea reale di Arad - Re Béla II e la sua moglie e regina Elena siedono sul trono durante l'assemblea di Arad nel 1131. La Regina ordina di uccidere gli aristocratici che avevano suggerito l'accecamento del piccolo Béla II durante il regno di Colomanno. Sulla destra, vi sono dei cadaveri e dei nobili che stanno per essere uccisi da un soldato con una grande spada. |
| Pagina 114 | | Re Béla II - Re Béla il Cieco in abiti reali e una corona, un globo crucigero e uno scettro. |
| Pagina 117 | | L'incoronazione di re Géza II - Il re Géza II viene intronizzato sulla sinistra e due vescovi gli pongono una corona sulla testa. Nel frattempo un giovane uomo, probabilmente il fratello maggiore di Géza, il futuro principe usurpatore Ladislao con un cappello principesco conduce un cavallo bianco per le redini e consegna a Géza la spada reale. |
| Pagina 117 | | Re Géza II in abiti regali - Re Géza II in piedi con una corona sulla testa, uno scettro nella mano sinistra e uno scudo nella destra. |
| Pagina 119 | | L'imperatore tedesco Corrado III e il re francese Luigi VII marciano assieme verso l'Ungheria durante la terza crociata - La strada percorsa durante la seconda crociata dai combattenti prevedeva di passare in Ungheria. Nella miniatura si può notare un ambiente roccioso e una foresta a sinistra, mentre una chiesa sorge sulla collina in alto a destra. In primo piano, l'imperatore Corrado III di Svevia marcia a cavallo con la corona imperiale, tenendo uno scudo con lo stemma dell'aquila nera. Re Luigi VII di Francia cavalca alle sue spalle con una corona in testa e guida altri crociati. Sulla destra, i guerrieri ungheresi sono a cavallo e marciano verso gli stranieri, guidati da un arciere pronto a scoccare una freccia. |
| Pagina 120 | | Re Géza II d'Ungheria e re Luigi VII di Francia - Re Géza II d'Ungheria veste in abiti regali sulla destra e il re Luigi VII di Francia alla sua sinistra. L'incontro tra i due sovrani rimarca le buone relazioni di cui parla l'autore della cronaca, a differenza dei difficili rapporti sussistenti tra gli ungheresi e i crociati tedeschi. |
| Pagina 121 | | L'incoronazione di Stefano III - Re Stefano III è seduto sul trono con un globo crucigero e un vescovo lo incorona. A destra, un nobile ungherese con un cappello a punta consegna al re la spada reale. Sullo sfondo si scorge una montagna dalla forma piramidale. Nella cronaca, il re Stefano III è raffigurato come un uomo adulto, malgrado egli avesse solo 15 anni quando venne incoronato. Stefano III salì al potere nel 1162. |
| Pagina 121 | | Il principe Ladislao, usurpatore al trono e ladro della corona - Sulla sinistra, il principe Ladislao, figlio di re Béla II, siede sul trono e confabula con un consigliere. Due vescovi si trovano nel mezzo, uno dei quali tiene una corona nelle sue mani. Sullo sfondo, un uomo cavalca tenendo una corona in mano. |
| Pagina 122 | | L'usurpatore principe Stefano - Il principe Stefano, figlio di re Béla II, con un copricapo principesco, un mantello color cremisi e una spada nella sua mano sinistra. Divenne noto come re con il nome di Stefano IV d'Ungheria. |
| Pagina 122 | | Re Béla III - Re Béla III, figlio del re Géza II, indossa la corona reale, un copricapo e reca un globo crucigero nella mano destra, con un vessillo che riproduce le strisce degli Arpadi nella mano sinistra. |
| Pagina 122 | | Incoronazione di re Emerico - Re Emerico sale al potere con uno scettro e una corona, con due vescovi che gliela pongono sulla testa. L'incoronazione di re Emerico ebbe luogo nel 1196. |
| Pagina 123 | | Re Emerico - Re Emerico con la corona, lo scettro e il globo crucigero. |
| Pagina 123 | | Incoronazione di re Ladislao III - Sulla sinistra, un vescovo incorona il re Ladislao III dinanzi al trono; il sovrano ha le mani giunte ed è leggermente abbassato. Un vescovo si trova alla sua destra, mentre alle sue spalle vi è un membro della corte. Ladislao aveva cinque anni quando fu incoronato, malgrado il cronista lo ritragga come se fosse già un uomo adulto. Poiché l'autore della cronaca non annovera l'usurpatore Ladislao come Ladislao II (a differenza di quanto fa la storiografia moderna), il sovrano nella miniatura viene indicato come Ladislao II (invece, la storiografia moderna lo conosce con il nome di Ladislao III). |
| Pagina 123 | | Re Ladislao III - Re Ladislao III con una corona, uno scettro e un globo crucigero. |
| Pagina 123 | | Incoronazione del re Andrea II - Sulla sinistra, re Andrea II siede sul trono e un vescovo lo incorona, mentre un altro vescovo gli sta a fianco. A destra la figlia del re Elisabetta ha un'aureola sulla testa ed è con due dei suoi figli. Si tratta con certezza del futuro re Béla IV e il principe Colomanno. |
| Pagina 124 | | Re Andrea II - Re Andrea II in abiti regali. |
| Pagina 124 | | Re Andrea II alla testa di un esercito di crociati - Re Andrea II cavalca sulla riva rocciosa del fiume alla testa dei suoi cavalieri, uno dei quali porta una bandiera rossa con lo stemma ungherese a doppia croce. |
| Pagina 125 | | Incoronazione di re Béla IV - Re Béla IV viene incoronato da un vescovo sul trono. Il fratello più giovane del sovrano, il principe Colomanno, gli porge la spada regale. |
| Pagina 125 | | La prima invasione dei mongoli - In un paesaggio roccioso, sei tartari a cavallo inseguono re Béla IV, il quale scappa con i suoi uomini. I tartari sono vestiti con abiti da cumani e delle sciabole. |
| Pagina 126 | | La lotta tra il re Béla IV d'Ungheria e re Ottocaro II di Boemia - A Hainburg ha luogo una battaglia di cavalleria tra gli eserciti di re Béla IV d'Ungheria e di re Ottocaro II di Boemia. Al centro, il re Béla IV è su un cavallo bianco in armatura con una corona. |
| Pagina 126 | | Re Béla IV - Re Béla IV in abiti regali. |
| Pagina 126 | | I flagellanti - Sullo sfondo c'è un paesaggio roccioso con chiese, in primo piano quattro flagellanti che si muovono da sinistra a destra, di cui due di loro hanno il busto nudo e due si frustano a sangue. «Nello stesso periodo, nell'anno del Signore 1263, il popolo correva ovunque frustandosi.» (Marco di Kalt: Chronica Picta) |
| Pagina 127 | | Incoronazione di re Stefano V - Re Stefano V si trova a destra, mentre il re più anziano Béla IV poggia la corona sulla testa di suo figlio. La regina Maria si trova sulla sua sinistra. La miniatura testimonia il difficile rapporto che portò alla guerra civile ungherese del 1264-1265 tra padre e figlio. L'episodio può riguardare soltanto l'incoronazione di Stefano come re minore, che però non è ricordata nella cronaca. |
| Pagina 128 | | Re Ladislao IV - Re Ladislao IV, anche noto come Ladislao il cumano. Egli indossa abiti cumani. Sua madre, la regina Elisabetta, era la figlia di un capo cumano |
| Pagina 128 | | La seconda invasione mongola - Una battaglia combattuta tra tartari e ungheresi nell'ambito della seconda invasione mongola dell'Ungheria. A sinistra vi sono due figure femminili tra i cumani, mentre a destra una terza donna chiede aiuto a un cavaliere ungherese. |
| Pagina 129 | | Il vescovo e legato pontificio Filuppo di Fermo giunge in Ungheria - Il vescovo Filippo di Fermo giunge in Ungheria. Il legato pontificio indossa abiti da cardinale, cavalca su un cavallo bianco ed è accompagnato da una scorta di soldati. |
| Pagina 129 | | Il re Ladislao il Cumano ucciso e i suoi assassini - Il corpo senza vita di re Ladislao IV giace in una tenda decorata con lo stemma dell'Ungheria. A sinistra, i due assassini guardano la scena prima di andare via. |
| Pagina 130 | | Il principe Andrea viene portato in Ungheria - Il principe Andrea, incoronato come Andrea III, cavalca in una regione montuosa indossando un copricapo principesco e viaggiando con due uomini di scorta. |
| Pagina 131 | | Il piccolo Carlo Roberto viene portato in Ungheria - Carlo Roberto con un copricapo principesco cavalca su un cavallo bianco affiancato da due nobili. |
| Pagina 132 | | Il principe Venceslao arriva in Ungheria - Il principe Venceslao, figlio del re Venceslao II di Boemia, arriva in Ungheria scortato da due nobili. |
| Pagina 133 | | Re Venceslao ritorna in Boemia - Il re Venceslao II di Boemia (a sinistra) discute con suo figlio Venceslao d'Ungheria, il quale indossa un copricapo principesco. Poiché il nome Venceslao non era comune tra gli ungheresi, re Venceslao viene chiamato dal cronista Ladislao. In effetti, i suoi atti erano siglati con il nome Ladislao in Ungheria. |
| Pagina 134 | | I sacerdoti di Buda maledicono il papa - Due "finti" sacerdoti si trovano dinanzi a una chiesa con un campanile. Uno di loro porta una candela accesa nella sua mano destra e con l'altra mano fa suonare le campane. L'altro prete tiene un libro con la sua mano destra e indica il vescovo seduto a terra con la sinistra, ovvero il cardinale benedettino Nicola, il futuro papa Benedetto XI. Secondo la cronaca, il cardinale giunse in Ungheria per supportare Carlo Roberto, malgrado non riuscì nel suo intento. Dopo essere ripartito, egli pose sotto interdetto gli abitanti della città di Buda. Alcuni sacerdoti locali maledirono il Santo Padre come segno di protesta. Questa miniatura, al contrario del testo, sembra porre in buona luce i "finti" sacerdoti. |
| Pagina 135 | | Il recupero della corona perduta - Il re bavarese Ottone d'Ungheria cavalca un cavallo bianco sulla destra. Uno dei suoi uomini raccoglie dalla strada con la mano destra un recipiente in legno per bere in cui era nascosta la corona, porgendola già al re con la mano sinistra. Secondo la cronaca, il principe Ottone di Baviera chiese la corona ungherese a Venceslao, che la nascose in una sorta di borraccia in legno per paura dei suoi nemici. Durante il viaggio, il recipiente si perse, ma alla fine fu ritrovato. |
| Pagina 136 | | Il cardinale Gentile giunge in Ungheria - Il cardinale Gentile, il legato pontificio, cavalca su un cavallo bianco, indossando un abito da Monaco francescano e indossa una tiara da cardinale. Egli viene accompagnato da un sacerdote e da due uomini in abiti religiosi |
| Pagina 137 | | La battaglia di Rozgony - La battaglia di Rozgony del 1312. La lotta ebbe luogo in una valle di fronte in una valle di fronte a due alture rocciose ornate da un castello e da una piccola foresta, che simboleggiano Kassa (la moderna Košice). A destra, su un cavallo bianco, c'è il re Carlo Roberto armato di tutto punto, con un bacinetto con la visiera chiusa, la corona è uno stemma con la doppia croce sul petto. La sua bandiera, decorata in modo simile, giace a terra nella mano di un suo soldato caduto. Il re tiene nella mano sinistra uno scudo con lo stemma degli Angioini con gigli. A sinistra, l'avversario, il loro capo, anch'egli con un bacinetto con la visiera chiusa, probabilmente uno dei figli di Amedeo Aba, combatte in duello con il re. In primo piano ci sono i cadaveri insanguinati dei caduti, mentre sullo sfondo arrivano i rinforzi del re sotto la bandiera con lo stemma degli Angioini. |
| Pagina 138 | | Re Carlo Roberto - Re Carlo Roberto in piedi in abiti militari da sovrano con una corona e una grande cervelliera. Nella mano destra ha un globo crucigero, nella sinistra uno scudo abbassato con lo stemma reale degli Angioini ungheresi. |
| Pagina 139 | | La prima moglie di re Carlo Roberto, Maria viene sepolta in una bara - Il funerale reale durante il quale la prima moglie del re Carlo Roberto, Maria, viene tumulata in una bara. Una persona depone il corpo della regina nella bara, mentre due vescovi celebrano la cerimonia. |
| Pagina 139 | | Il matrimonio tra re Carlo Roberto con Elisabetta, la figlia del re polacco Ladislao - A sinistra si scorgono due persone anziane, una delle quali tiene un bastone d'oro, e guida la regina Elisabetta, vestita con abiti lussuosi e una corona d'oro. A destra, il re Carlo Roberto tiene la corona della regina verso di lei (Elisabetta, figlia del re polacco Ladislao, era la terza moglie del re). All'estrema destra, due araldi suonano dei corni, i quali sporgono dalla cornice dell'illustrazione, insieme alle bandiere con appeso lo stemma reale degli Angioini ungheresi. |
| Pagina 140 | | La regina Elisabetta con i suoi figli - Al centro, la regina Elisabetta è circondata dai suoi cinque figli. A partire da sinistra, i due figli sono il futuro re Luigi I d'Ungheria e il suo fratello minore e principe Andrea, erede al trono del regno di Napoli. A destra, i tre figli con abiti principeschi sono Stefano, duca di Slavonia, Carlo, morto in tenera età, e Ladislao, morto a cinque anni. Secondo un'altra ricostruzione, le due figure a destra sono le figlie della coppia reale Caterina, duchessa di Świdnica, ed Elisabetta. |
| Pagina 140 | | La fondazione del monastero a Lippa - Re Carlo Roberto e la regina Elisabetta, si inginocchiano guardando entrambi una copia in scala della chiesa. Si tratta di una metafora che testimonia la fondazione della chiesa di Lippa (odierna Lipova). |
| Pagina 140 | | San Ludovico di Tolosa - Ludovico di Tolosa (o Luigi), vescovo di Tolosa. Lo stemma degli Angioini d'Ungheria è attaccato alla veste sacerdotale ornata sul petto. Il santo è un discendente di stirpe materna degli Arpadi: sua madre era Maria, la figlia del re Stefano V d'Ungheria. Ludovica alza la mano destra in segno di benedizione e la corona reale giace ai suoi piedi, a simboleggiare il fatto che ha rinunciato al regno di Napoli unendosi alla Chiesa. |
| Pagina 140 | | La nascita di re Luigi - Il figlio di re Carlo Roberto, Luigi nacque nel 1326. Il piccolo doveva il nome allo zio paterno del re san Ludovico di Tolosa (o Luigi), che fu canonizzato nel 1317. Sullo sfondo ci sono montagne rocciose con un castello, mentre la regina Elisabetta è sdraiata a letto con una corona in testa e una delle tre figure femminili in piedi sulla destra porge il bambino con la corona alla madre. «Nell'anno 1326 del Signore, il 7 marzo nacque il figlio del re, che egli decise con gioia di chiamare Luigi, come il suo santo fratello confessore.» (Marco di Kalta: Chronica Picta) |
| Pagina 141 | | L'incendio della chiesa di Albareale - L'incendio della chiesa di Albareale. Nella miniatura, le fiamme si sprigionano dalle tre torri e dal tetto ricoperto di piombo della cattedrale romanica a quattro torri di Albareale. Secondo il testo, la quarta torre, che si trovava sopra la sacrestia, non bruciò perché vi erano conservate le sacre reliquie. |
| Pagina 141 | | L'assassinio di Feliciano Záh contro la famiglia reale - Il re Carlo Roberto e la regina Elisabetta sono seduti a un tavolo ricco di coppe e piatti in una sala del palazzo di Visegrád, con un tappeto verde oliva sullo sfondo. Il vecchio Feliciano Zach ferisce con la spada la mano destra della regina che protegge il re, ma Giovanni, il servo che accorre, trafigge l'assassino alle spalle. A sinistra, un altro servitore entra nella stanza con un piatto di cibo. |
| Pagina 143 | | La sconfitta di re Carlo nella campagna contro Basarab - La battaglia di Posada del 1330. Dall'alto, i valacchi, che indossano pellicce di pecora e berretti di pelliccia, i cumani, che indossano lunghi caffettani, fanno rotolare sassi e scagliano frecce contro l'esercito ungherese in marcia in una gola rocciosa tra alte montagne. Una parte dell'esercito ungherese muore con Dezső Hédervári, un nobile che indossava l'armatura del re e un elmo coronato con testa di struzzo per coprire la sua fuga. Re Carlo I fugge con due uomini di fiducia in primo piano. Il pittore raffigura il re in fuga su un cavallo bianco con una corona in testa e uno scudo con stemma. |
| Pagina 144 | | Re Carlo riceve un emissario del voivoda Basarab - A sinistra, un emissario consegna una lettera inviata dal voivoda Basarab al re Carlo Roberto. Il re indossa un'armatura, mentre l'emissario ha i capelli lunghi e indossa abiti tipicamente cumani; ha inoltre un elmo nella mano sinistra. La miniatura ritrae un evento avvenuto precedentemente rispetto alla battaglia di Posada sopra illustrata. |
| Pagina 146 | | La vittoria di Basarab sull'esercito reale - La battaglia di Posada del 1330. Il tema è stato già affrontato dal cronista a pagina 143. I valacchi indossano pellicce di pecora, i cumani lunghi caffettani e scagliano sassi e frecce contro l'esercito ungherese in marcia in una gola rocciosa tra alte montagne. A destra, in primo piano, il re Carlo Roberto fugge a cavallo con i suoi soldati. |